# الدير الشرقي
قرية الدير الشرقي هي إحدى القرى التابعة لمركز اسنا في محافظة الاقصر في جمهورية مصر العربية. حسب إحصاءات سنة 2006، بلغ إجمالي السكان في الدير الشرقي 12039 نسمة، منهم 5849 رجل و6190 امرأة.